# Ludwigfall

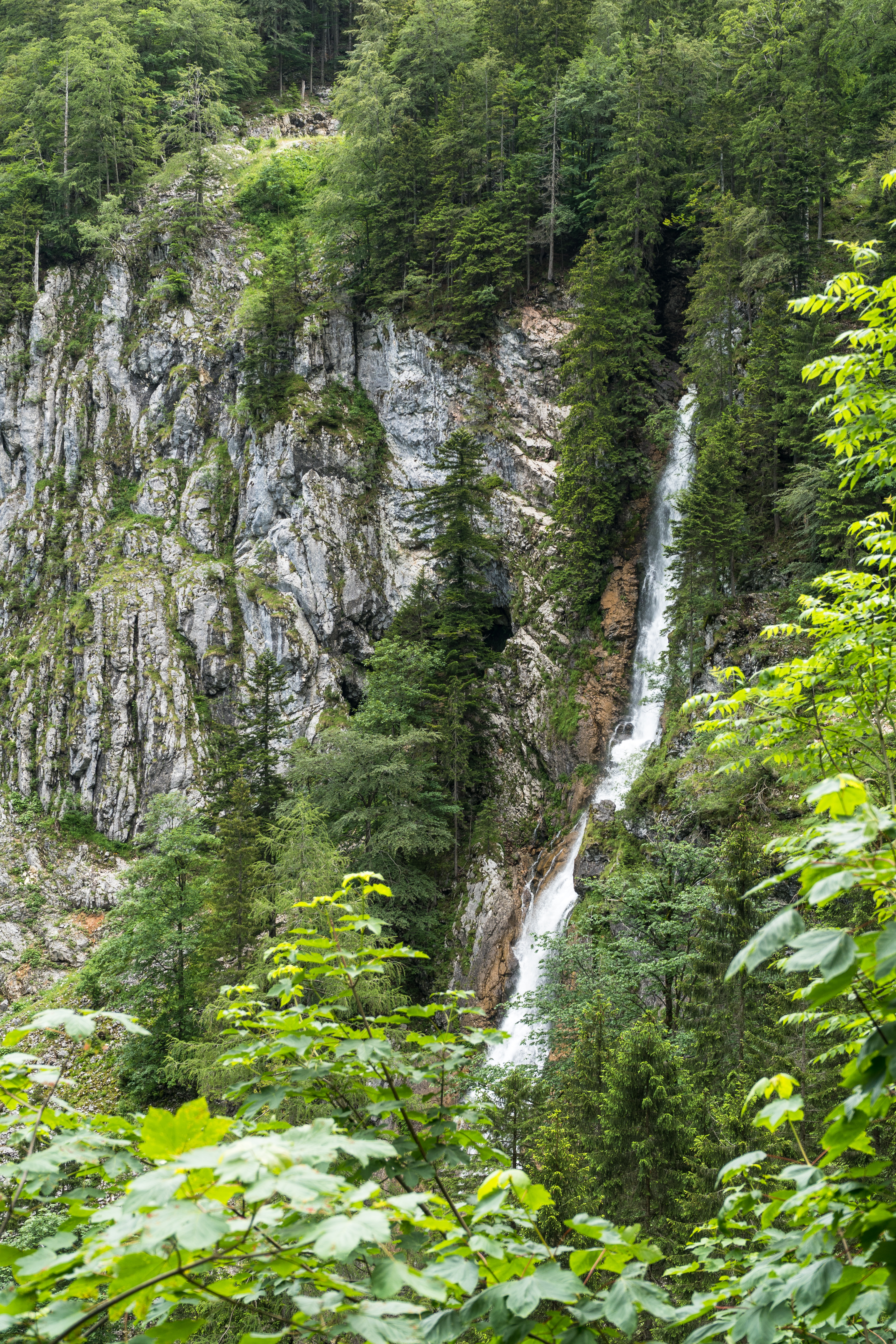
Der Ludwigfall

Der Ludwigfall ist ein Wasserfall oberhalb der niederösterreichischen Gemeinde Lunz am See und verbindet den Obersee mit dem Mittersee. Der Wasserfall wurde nach Erzherzog Ludwig benannt.

## Verlauf

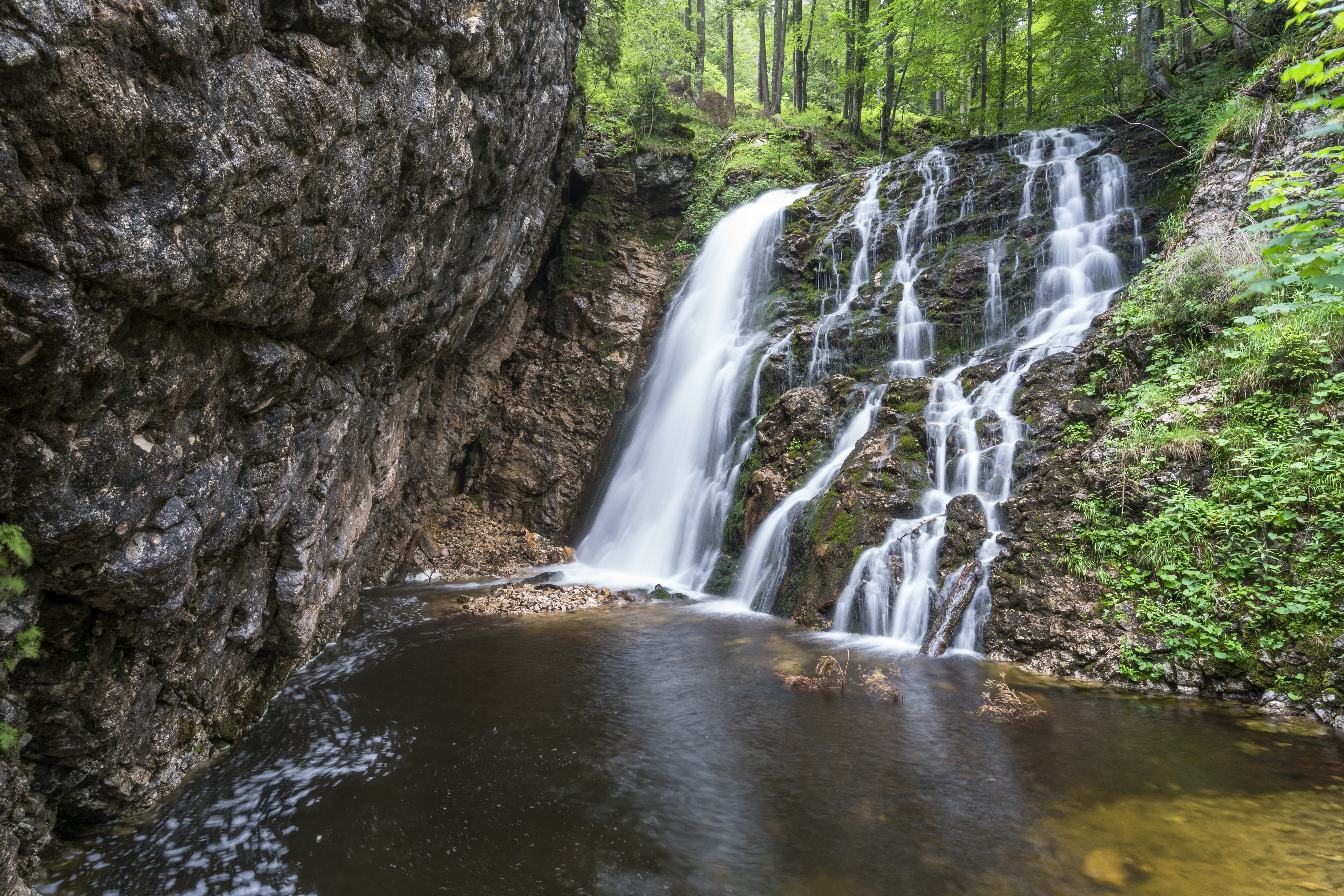
Der obere Teil des Ludwigfalls

Der Ludwigfall wird mit dem Wasser des Obersees gespeist und bietet mit einer Fallhöhe von 60 m einen beeindruckenden Anblick. Der anschließende Wildbach fließt weiter in den Mittersee, und von dort dann bis ins Tal in den Lunzer See. Zur Zeit der Schneeschmelze (Frühling bis Frühsommer) führt der Bach das meiste Wasser und der Wasserfall entfaltet seine volle Stärke, während er im Hochsommer – und ganz besonders bei ausgedehnten Hitzeperioden – merkbar an Kraft verliert.

## Wanderungen
Der Ludwigfall lässt sich bequem von Lunz am See aus erreichen. Die Wanderung führt am Lunzer See vorbei, und dann über gut befestigte Wald- und Forstwege hinauf zum Mittersee, und dann weiter zum Obersee. Dabei führt der Weg am Ludwigfall vorbei, der aus vielerlei Perspektiven betrachtet und fotografiert werden kann. Der Weg bis zum Obersee führt über 500 Höhenmeter, ist aber auch für ungeübte Wanderer mit leichter Ausrüstung bewältigbar.
Geübte Bergwanderer können vom Obersee aus über die Herrenalm bis zum Gipfel des Dürrensteins weitergehen, von da aus dann über die Ybbstaler Alpen bis hin zur Ybbstaler Hütte, und am nächsten Tag dann über die Wolfsklamm und den Lechnergraben wieder zurück nach Lunz am See.